# Браян Конахер
Бр́аян Ко́нахер (англ. Brian Conacher, нар. 31 серпня 1941, Торонто) — колишній канадський хокеїст, що грав на позиції центрального нападника. Грав за збірну команду Канади. Згодом — хокейний тренер.
Володар Кубка Стенлі.
Син відомого хокеїста Ліонеля Конахера та небіж Чарлі та Роя Конахерів. Двоюрідний брат Піта Конахера.

## Ігрова кар'єра
Хокейну кар'єру розпочав 1961 року виступами за команду «Торонто Мейпл-Ліфс» в НХЛ.
Протягом професійної клубної ігрової кар'єри, що тривала 20 років, захищав кольори команд «Торонто Мейпл-Ліфс» та «Детройт Ред-Вінгс».
Загалом провів 167 матчів у НХЛ, включаючи 12 ігор плей-оф Кубка Стенлі.

## Інше
Був головним тренером клубів ВХА «Індіанаполіс Рейсерс» та «Едмонтон Ойлерс».
Працював коментатором на Суперсерії-1972.

## Нагороди та досягнення
- Володар Кубка Стенлі в складі «Торонто Мейпл-Ліфс» — 1967.
- Учасник матчу усіх зірок НХЛ — 1968.

## Статистика
| Сезон        | Клуб                 | Ліга         | Регулярний сезон | Регулярний сезон | Регулярний сезон | Регулярний сезон | Регулярний сезон | Плей-оф | Плей-оф | Плей-оф | Плей-оф | Плей-оф |
| Сезон        | Клуб                 | Ліга         | І                | Г                | П                | О                | ШХ               | І       | Г       | П       | О       | ШХ      |
| ------------ | -------------------- | ------------ | ---------------- | ---------------- | ---------------- | ---------------- | ---------------- | ------- | ------- | ------- | ------- | ------- |
| 1961–62      | «Торонто Мейпл-Ліфс» | НХЛ          | 1                | 0                | 0                | 0                | 0                | —       | —       | —       | —       | —       |
| 1963–64      | Ол. збірна Канади    | ЗОІ 1964     | 7                | 7                | 1                | 8                | 6                | —       | —       | —       | —       | —       |
| 1965–66      | «Торонто Мейпл-Ліфс» | НХЛ          | 2                | 0                | 0                | 0                | 2                | —       | —       | —       | —       | —       |
| 1966–67      | «Торонто Мейпл-Ліфс» | НХЛ          | 66               | 14               | 13               | 27               | 47               | 12      | 3       | 2       | 5       | 21      |
| 1967–68      | «Торонто Мейпл-Ліфс» | НХЛ          | 64               | 11               | 14               | 25               | 31               | —       | —       | —       | —       | —       |
| 1971–72      | «Детройт Ред-Вінгс»  | НХЛ          | 22               | 3                | 1                | 4                | 4                | —       | —       | —       | —       | —       |
| Усього в НХЛ | Усього в НХЛ         | Усього в НХЛ | 155              | 28               | 28               | 56               | 84               | 12      | 3       | 2       | 5       | 21      |